# إريك سابو
إريك سابو (بالسلوفاكية: Erik Sabo) هو لاعب كرة قدم سلوفاكي في مركز الوسط، ولد في 22 نوفمبر 1991 في Šúrovce ‏ في سلوفاكيا. شارك مع منتخب سلوفاكيا تحت 21 سنة لكرة القدم ومنتخب سلوفاكيا لكرة القدم. أما مع النوادي، فقد لعب مع نادي باوك ونادي سبارتاك ترنافا ونادي سبارتاك ميافا.

## وصلات خارجية
- إريك سابو على موقع الاتحاد الأوربي (الإنجليزية)
- إريك سابو على موقع اتحاد تركيا (لاعب) (الإنجليزية)
- إريك سابو على موقع قاعدة بيانات كرة القدم.إي يو (الإنجليزية)
- إريك سابو على موقع ناشيونال فوتبول تيمز (الإنجليزية)
- إريك سابو على موقع Soccerway.com (الإنجليزية)
- إريك سابو على موقع عالم كرة القدم.نت (الإنجليزية)
- إريك سابو على موقع AS.com (الإسبانية)